# Николаев, Сергей Григорьевич
Сергей Григорьевич Николаев (1896—1970) — советский офицер, участник Великой Отечественной войны, Герой Советского Союза (26.10.1943). Полковник (1940).

## Биография
Сергей Николаев родился 8 октября 1896 года в городе Козлов (ныне — Мичуринск). Из семьи железнодорожника. В 1915 году окончил коммерческое училище в родном городе. После его окончания учился в Московском коммерческом институте.
В январе 1916 года призван на службу в Русскую императорскую армию. Окончил ускоренный курс Александровского военного училища в Москве в июне 1916 года. Служил младшим офицером роты 64-го пехотного запасного полка в Козлове. С декабря 1916 года участвовал в Первой мировой войне в составе Нижегородского 22-го пехотного полка на Западном фронте. Был младшим офицером стрелковой роты, младшим офицером пулемётной команды. За храбрость произведён в подпоручики. В декабре 1917 года убыл в отпуск, из которого в полк не вернулся.
В 1918-1919 годах работал инструктором по заготовкам в Козловском уездном продовольственном отделе.
В мае 1919 года был призван на службу в Рабоче-крестьянскую Красную Армию. Активный участник Гражданской войны. В 297-м Тамбовском стрелковом полку в должностях командира взвода и роты воевал на Южном фронте против войск генерала А. И. Деникина на Дону. С января 1920 года состоял для поручений при мобилизационной комиссии инспекции пехоты 9-й Кубанской армии. С мая 1920 года служил в 320-м стрелковом полку 34-й стрелковой дивизии Кавказского фронта: командир роты, заведующий разведкой полка, помощник адъютанта полка по оперативно-разведывательной части, адъютант полка. Участвовал в разгроме «Повстанческой армии» генерала М. А. Фостикова и в борьбе против бандитизма на Северном Кавказе.
После окончания войны оставлен в Красной Армии, продолжал службу в 82-м стрелковом полку 28-й стрелковой дивизии Северо-Кавказского военного округа помощником командира роты и командиром огневой роты. В апреле 1923 года служил в 9-й Донской стрелковой дивизии: командир роты в 25 сп, командир роты, помощник командира и командир батальона в 28 сп, врид начальника штаба 28 сп, начальник команды одногодичников в 25 сп, с апреля 1930 — начальник штаба 26 сп. С сентября 1931 года служил в 64-м стрелковом полку Северо-Кавказского ВО помощником командира полка по хозяйственной части, в марте 1933 года назначен помощником командира этого полка по строевой части. С марта 1935 года служил в Орджоникидзевском пехотном училище преподавателем и старшим преподавателем тактики, помощником командира и командиром батальона курсантов, руководителем тактики. Член ВКП(б) с 1941 года.
В начале Великой Отечественной войны оставался на преподавательской работе в училище. В сентябре 1941 года назначен руководителем работ на строительстве оборонительного рубежа вокруг Ростова-на-Дону, в конце октября 1941 года назначен помощником начальника штаба войск Ростовского гарнизона, в этой должности в ноябре участвовал в Ростовской оборонительной операции. После оставления города назначен начальником штаба Северной группы войск 56-й армии и участвовал в Ростовской наступательной операции. В декабре 1941 года заболел, после госпиталя возвращён в училище.
В июле 1942 года, в связи с тяжёлой ситуацией создавшейся на фронтах, из части курсантов Орджоникидзевского пехотного училища был сформирован курсантский полк под командованием начальника училища полковника И. Д. Лаврентьева и направлен на Сталинградский фронт в состав 64-й армии. Первоначально к середине июля 1942 года курсантский полк был придан для усиления 29-й стрелковой дивизии, к концу августа 1942 года он был передан на усиление 126-й стрелковой дивизии. Участвовал в тяжелых оборонительных боях Сталинградской битвы. После расформирования курсантского полка в конце ноября назначен заместителем командира 29-й стрелковой дивизии, на этой должности участвовал в контрнаступлении советских войск под Сталинградом в 64-й армии Сталинградского и Донского фронтов. За боевые отличия приказом наркома обороны СССР от 1 марта 1943 года дивизии было присвоено гвардейское звание и она стала именоваться 72-й гвардейской стрелковой дивизией. Весной дивизия в составе 7-й гвардейской армии (бывшая 64-я армия) убыла на Воронежский фронт, где в июле 1943 года участвовала в оборонительном сражении Курской битвы на южном фасе Курской дуги. А затем она перешла в наступление в ходе Белгородско-Харьковской наступательной операции и в Полтавско-Кременчугской наступательной операции.
19 сентября 1943 года полковник С. Г. Николаев был допущен исполнять должность командира 81-й гвардейской стрелковой дивизии вместо отправленного в госпиталь по болезни её командира генерал-майора И. К. Морозова.
Командир 81-й гвардейской стрелковой дивизии 25-го гвардейского стрелкового корпуса 7-й гвардейской армии Степного фронта гвардии полковник Сергей Николаев особенно отличился в ходе битвы за Днепр. Преследуя противника, дивизия 24 сентября 1943 года вышла к Днепру, не имея при себе переправочных средств. Командир дивизии организовал массовое изготовление плотов из всех доступных подручных материалов, и их изготовили в таком количестве, что на них за ночь удалось переправить два стрелковых полка с материальной частью. В ночь с 24 на 25 сентября 1943 года дивизия Николаева совершенно неожиданно для противника форсировала  Днепр в районе села Бородаевка Верхнеднепровского района Днепропетровской области Украинской ССР и захватила плацдарм на его западном берегу, К исходу 25 сентября глубина плацдарма превысила 5 километров. Подтянув резервы, немецкое командование 26 сентября предприняло несколько сильных контратак при поддержке авиации. Но благодаря умело организованной обороне все немецкие контратаки были отражены, за сутки боя противник потерял до 300 солдат и офицеров убитыми.
Указом Президиума Верховного Совета СССР от 26 октября 1943 года за «образцовое выполнение боевых заданий командования на фронте борьбы с немецкими захватчиками и проявленные при этом мужество и героизм» гвардии полковнику Сергею Григорьевичу Николаеву присвоено звание Героя Советского Союза с вручением ордена Ленина и медали «Золотая Звезда» за номером 1337.
Когда командир дивизии вернулся из госпиталя, в декабре 1943 года полковник Николаев был назначен начальником отдела боевой подготовки штаба 7-й гвардейской армии 2-го Украинского фронта. На этом посту участвовал в Кировоградской, Уманско-Ботошанской, Ясско-Кишинёвской, Бухарестско-Арадской, Дебреценская, Будапештской, Братиславско-Брновской, Венской и Пражской наступательных операциях. Когда в августе 1944 года Румыния вышла из войны на стороне гитлеровской Германии и перешла на сторону союзных держав, полковник Николаев одновременно с исполнением обязанностей по основной должности был назначен военным советником в штабе 1-й румынской армии, организуя взаимодействие советских и румынских войск. Впоследствии за участие в борьбе против общего врага был награждён высоким румынским орденом.
В апреле 1946 года полковник С. Г. Николаев был отчислен в распоряжение командующего войсками Тбилисского военного округа, в и июне этого года уволен в запас по болезни.
Проживал в родном городе. Много лет работал на Мичуринском паровозоремонтном заводе. Неоднократно избирался депутатом Мичуринского городского Совета депутатов трудящихся. Умер 13 сентября 1970 года. Похоронен на городском военном кладбище Мичуринска.
Мемориальная доска установлена в Мичуринске на доме, в котором жил Герой.

## Награды
- Герой Советского Союза (26.10.1943)
- Два ордена Ленина (26.10.1943, 21.02.1945)
- Орден Красного Знамени (3.11.1944)
- Орден Отечественной войны 1-й степени (5.08.1943)
- Медали[1][6][7]
- Орден Звезды Народной Республики Румыния[8]